# Dětský útulek v Kuklenách
Dětský útulek v Kuklenách (Pražská třída čp. 89) – dům v Kuklenách, který sloužil nejprve k bydlení a od 20. let 20. století jako obecní dětský útulek a sídlo místní knihovny.

## Historie
Původní číslo popisné tohoto stavení bylo 100 a v roce 1766 náleželo pekaři Václavu Voříškovi, který byl prvním přistěhovalým obyvatelem v Kuklenách. Ten roku 1773 prodal domek se zahrádkou 2 ½ věrtele Janu a Alžbětě Frydrychovým a ti jej prodali o 2 roky později Janu Komárkovi i s rolemi 4 k a 1 ¾ k. V roce 1795 prodala Magdalena Šafránková Jiřímu Morávkovi z Plačic k ruce sirotka Václava Morávka stavení Voříškovské st. č. 100. O 3 roky později je koupila Marie Morávková z Plačic a postoupila ho Jiřímu Košťálovi za Bláhovku. Roku 1808 ho Jiří a Kateřina Košťálovi prodali Josefu a Alžbětě Klimšovým, ale ještě v témže roce dům získal Josef a Otilie Kubečkovi. Roku 1831 bylo stavení postoupeno Josefu a Barboře Srdínkovým. Dům vyhořel v roce 1856. V roce 1863 vlastník domu Josef Srdínko přestavěl dosavadní komoru na světnici a kuchyni. Dalšími majiteli objektu byli bývalý kuklenský starosta Pilnáček a ředitel cukrovaru František Rak.
Roku 1923 zakoupila tento dům obec kuklenská (definitivně schváleno až v následujícím roce) pro městskou opatrovnu (dětský útulek), jež byla otevřena 1. října 1925 na památku padlých v 1. světové válce. Odevzdáni opatrovny veřejnosti se uskutečnilo teprve 1. srpna 1926, kdy proběhlo slavnostní otevření dětského útulku a odhaleni pamětní desky místním padlým vojínům v 1. světové válce na této budově. V témže roce se okresní školní výbor ptal, zda je dětský útulek veřejnou nebo soukromou institucí. Obcí bylo odpovězeno, že dětský útulek v Kuklenách považuje za soukromý a nikoliv veřejný. Následujícího roku byl schválen status a domácí řád mateřské školy v Dětském útulku. Následně zde byly umístěny též místnosti veřejné knihovny. Nedlouho po otevření však počet dětí, jež navštěvovaly útulnu, rapidně klesal. Samozřejmostí bylo každoroční konání mikulášských a vánočních nadílek. Ve 30. letech zde byla umístěna i poradna Odboru pro péči o matky a děti, která byla otevřena jednou za 14 dnů - druhé a čtvrté úterý v měsíci od 16.00 hod.
O desce s nápisem „DĚTSKÝ ÚTULEK“ ve štítu domu se zmiňuje Zpravodaj Městského národního výboru v Hradci Králové ještě v roce 1971. Objekt byl zbourán v souvislosti s dopravní úpravou dnešního Anenského náměstí. Dnes se na jeho místě nachází silnice a přilehlé parkoviště, na které navazuje novostavba bytového domu z let 1997-1998.